# Mahabalipuram
Mahabalipuram, también conocida como Mamallapuram, es una ciudad en el distrito de Chengalpattu en el estado de Tamil Nadu, India.
La ciudad de Mahabalipuram era (en el siglo VII) un puerto de la dinastía Pallava a unos 60 kilómetros de la ciudad de Chennai.

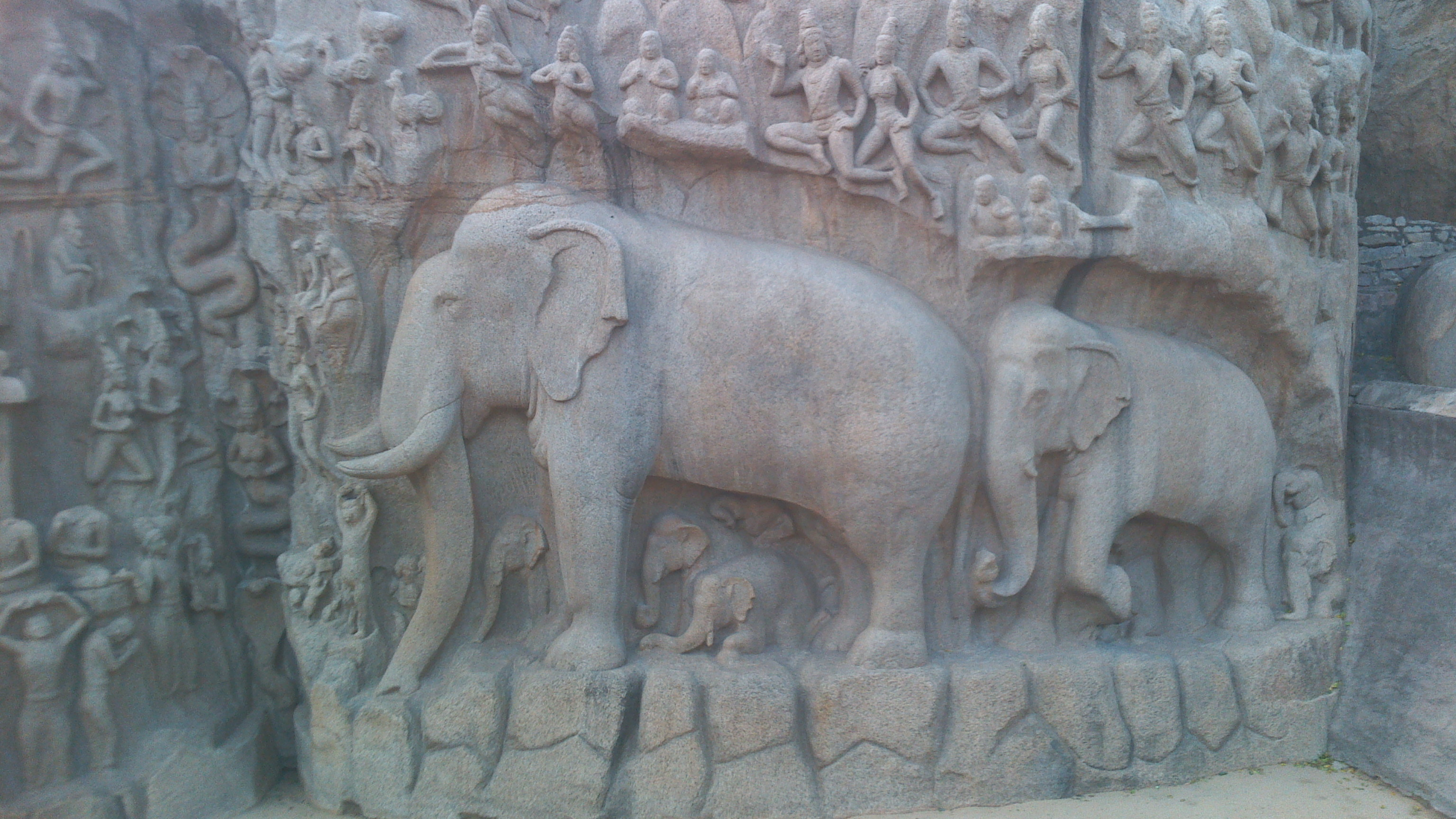
Relieve de elefantes en Mahabalipuram.

## Monumentos
Tiene varios monumentos históricos construidos entre los siglos VII y IX, que fueron declarados por la Unesco como Patrimonio de la Humanidad en el año 1984.
- Pancha Rathas, cinco templos monolíticos exentos, cada uno de un estilo.
- El descenso del Ganges, un bajorrelieve al aire libre.
- Thirukadalmallai, un templo dedicado a Visnú.
- Templo de la Cueva de Varaha, un templo esculpido formando una gruta.
- Templo de la orilla, un templo de piedra junto a la playa.